# Georges Ernest Offenstadt
Pour les articles homonymes, voir Offenstadt.
Georges Ernest Offenstadt est un éditeur français né le 24 juin 1877 dans le 10e arrondissement de Paris et mort le 1er janvier 1943 à Suresnes.

## Biographie
Georges Ernest Offenstadt est le sixième enfant de Joseph Offenstadt, négociant, et Dina Kohn, tous deux d'origine bavaroise. La famille est naturalisée française en 1890. 
Georges Offenstadt fonde avec deux de ses frères les éditions Offenstadt en 1899.  Il crée avec sa mère la société de journaux et publications Offenstadt et Cie en 1902. Georges Offenstadt est l'éditeur du Journal de Paris. 
Les frères Offenstadt inventent une presse de distraction pour un public populaire, et publient des revues grivoises qui subiront la critique, notamment La Vie  en culotte rouge. Ils sont aussi des pionniers de la bande dessinée, domaine dans lequel il éditent notamment l'hebdomadaire L'Épatant, dans les pages duquel naissent Les Pieds nickelés.
En 1913, après avoir lancé le magazine illustré à scandale Çà et Là, Georges Ernest Offenstadt intente un procès pour diffamation contre un journaliste qui déclarait qu'« il empoisonnait les âmes enfantines » mais est débouté, car « le droit à la critique n'est pas reconnu comme une diffamation ».
En 1920 naît la SPÉ, maison d'édition se spécialisant dans les revues enfantines.
La Société parisienne d'édition devient une des plus grandes maisons d'édition de la presse populaire de l'Entre-deux-guerres, publiant des magazines comme Fillette ou L'intrépide. La SPÉ est "aryanisée" sous l'Occupation.
Georges Offenstadt est domicilié avenue Victor-Hugo de 1922 à sa mort.
Son fils, Claude Offenstadt sera aussi éditeur des Éditions Azur.
Son petit-fils, le Professeur en médecine Georges Offenstadt, portera son prénom.

## Sources
- Isabelle Benezech, Des éditions Offenstadt à la Société parisienne d'édition, Université Paris VII, 2002-2003
- George Fronval, La dynastie des Offenstadt, Phénix, 1967, 1967 et 1968, Phénix numéros 3, 5 et 7
- Michel Guillaumin, 40 années de petits almanach Offenstadt, 1976
- « Petite histoire de la SPE », sur www.bd-nostalgie.org (consulté le 3 février 2021)
- « Renseignements commerciaux », Revue de la papeterie française et étrangère, no 1,‎ 1901, p. 17 (lire en ligne)
- Paul Edwards, Roman 1900 et photographie, Romantisme numéro 105 t3, 1999, p. 133-144
- « Le Matin : derniers télégrammes de la nuit », sur Gallica, 2 juillet 1910 (consulté le 3 février 2021)